# Дракопуло, Пантелей Николаевич
Пантелей (Пантелеймон) Николаевич Дракопуло (Драгопуло) (не позднее 1768 — не ранее 1810) — русский морской офицер греческого происхождения, капитан 1-го ранга (1808) российского флота. Участник Русско-турецкой войны 1787—1791 годов. В сражениях у острова Фидониси (1788), у мыса Тендры (1790) и при Калиакрии (1791). Участник Русско-турецкой войны 1806—1812 годов. 

## Биография
По происхождению грек. В августе 1775 года прибыл из Средиземного моря в Петербург, где был определен в Корпус чужестранных единоверцев. Прапорщик армии (1779). С 1783 года переведен в Морской кадетский корпус. Произведён в мичманы (1784). В 1783—1787 года ежегодно плавал в Балтийском море. С 1787 года переведён на службу в Черноморский флот. Участник Русско-турецкой войны 1787—1791 годов. На фрегате «Апостол Андрей» отличился в сражениях с турецким флотом у острова Фидониси (1788), у мыса Тендры (1790) и Калиакрии (1791). Произведен за отличие в боях в капитан-лейтенанты (январь 1791). В 1792—1798 годах ежегодно находился в плаваниях по Чёрному морю. В 1798—1801 служил при Севастопольском порте. В 1802—1806 годах успешно командовал фрегатом «Поспешный». В 1804—1806 годах на этом фрегате неоднократно делал переходы с десантными войсками от Севастополя к острову Корфу (и обратно). За отличие в службе произведен в чин капитана 2-го ранга (февраль 1804 года).
Участник Русско-турецкой войны 1806—1812 годов. В 1807—1808 годах командовал в Севастополе линейным кораблем «Св. Мария Магдалина вторая». Произведён в капитаны 1-го ранга (28 мая 1808 года). Награждён за выслугу 18 морских кампаний орденом Св. Георгия 4-го класса (26 ноября 1808 года). В 1809 году командовал линейными кораблями «Исидор» и «Победа» в крейсерствах в Чёрном море. С марта 1810 года — в отставке.

## Семья
- Сын - Дракопуло, Николай Пантелеймонович 1-й; капитан-лейтенант; кавалер ордена Св. Георгия 4-го класса № 9427; 26 ноября 1854, за «выслугу 25 лет в офицерских чинах»[1]